# Cesare Pinarello
Cesare Pinarello (ur. 5 października 1932 w Treviso, zm. 2 sierpnia 2012 tamże) – włoski kolarz torowy, dwukrotny medalista olimpijski oraz srebrny medalista mistrzostw świata.

## Kariera
Pierwszy sukces w karierze Cesare Pinarello osiągnął w 1952 roku, kiedy wspólnie z Antonio Maspesem zdobył brązowy medal w wyścigu tandemów podczas igrzysk olimpijskich w Helsinkach. Na rozgrywanych cztery lata później igrzyskach olimpijskich w Melbourne razem z Giuseppe Ogną po raz kolejny zajął trzecie miejsce w tej konkurencji. W międzyczasie wystartował na mistrzostwach świata w Zurychu, gdzie wywalczył srebrny medal w sprincie indywidualnym amatorów, ulegając jedynie swemu rodakowi Marino Morettiniemu. W tej samej konkurencji zdobywał mistrzostwo Włoch w 1953 i 1955 roku.